# Гастон VI (виконт Беарна)
Гастон VI Добрый (фр. Gaston VI le Bon; 1165 — 1214) — виконт Беарна, Габардана и Брюлуа с 1173, граф Бигорра и виконт Марсана с 1196, сын виконтессы Марии Беарнской и Гильома (Гиллема) I де Монкада.
Гастон унаследовал Беарн ещё ребёнком. Став совершеннолетним, завершил многолетнюю родовую вражду с виконтами Дакса, а также уладил отношения с виконтом Суля.
Будучи по ряду владений вассалом короля Арагона, Гастон оказался вовлечён в конфликты Арагона с соседями, а также в борьбу против Симона де Монфора, что имело для него серьезные последствия.

## Биография
В 1170 году умер виконт Беарна Гастон V. Детей он не оставил, поэтому все его владения унаследовала сестра — Мария, мать Гастона VI. По законам Беарна женщина не могла непосредственно управлять виконтством. Однако король Арагона Альфонсо II, при дворе которого жила Мария с мужем — Гильемом де Монкада, признал виконтессой Марию. 30 апреля 1170 года она принесла ему оммаж, причём не только за Беарн, но и за Габардан и Брюллуа, которые считались вассальными владениями герцогов Аквитании. В ответ Альфонсо обещал защищать её права и подтвердил владение всеми землями, в том числе и в Арагонском королевстве. Если до этого виконты Беарна считали себя суверенными правителями, то теперь они стали вассалами Арагона. В 1171 году оммаж принёс и муж Марии Гильем де Монкада, признанный Альфонсо виконтом Беарна.
Но беарнцы отказались признать власть Гильема и восстали. Согласно позднейшей легенде они выбрали своим сеньором дворянина из Бигорра по имени Теобальд, однако вскоре тот отказался соблюдать законы Беарна и был казнён. На смену ему был выбран овернский дворянин по имени Сентож, который, однако, также был казнён в 1173 году. Однако документального подтверждения существования этих двух виконтов не существует и, возможно, они являются изобретением позднейших хронистов.
Гильем попытался собрать армию для завоевания Беарна, однако это у него сделать не получилось. Он умер в 1172 году. В следующем году его жена удалилась в монастырь Сен-Круа-де-Волвестре, а виконтом был признан старший из двух их малолетних сыновей, Гастон VI. Второй же сын, Гильом Раймонд I, после смерти в 1173 году сенешаля Гильема Рамона II унаследовал сеньорию Монкада.
Существует легенда, которую приводит аббат Пьер де Марка в «Истории Беарна» (XVII век). Согласно ей Гастон VI и Гильом Раймонд I были близнецами. И беарнцы решили избрать своим сеньором одного из них:

Потом они с похвалой заговорили о рыцаре из Каталонии, у которого от его жены были два ребёнка, рожденных вместе, и люди Беарна, посовещавшись между собой, направили к нему двух честных людей своей земли, чтобы просить одного из его детей в качестве своего сеньора; и когда они были там, они захотели их видеть и нашли их обоих спящими, одного сжавшего руки, а другого — раскинувшего их. Они вернулись оттуда с тем, кто спал распростершись.
Опекуном и регентом при малолетнем Гастоне стал Перегрен де Кастеразоль, происходивший из знатного арагонского рода. Но об этом периоде известно очень мало.
Гастон был объявлен совершеннолетним в 1187 году. Тогда же он в Уэске принёс вассальную присягу за арагонские владения королю Арагона Альфонсо II. Поскольку тот пытался распространить сюзеренитет на все владения, в том числе и на Беарн, это вызвало недовольство беарнцев. Чтобы их успокоить, была принята расплывчатая формулировка, по которой Гастон признавал себя вассалом Арагона за все владения кроме тех, которые считались вассальными от герцога Аквитании, которым в то время был Ричард, граф Пуатье, сын Алиеноры Аквитанской. В состав таких владений входили Габардан и Брюлуа.
В сентябре 1192 года король Альфонсо II помолвил Гастона с малолетней Петронеллой де Комменж, наследницей графства Бигорр и виконтства Марсан, дочерью графа Комменжа Бернара IV и графини Бигорра Беатрис III. При этом Гастон признал за Альфонсо II право получить владения Петронеллы, если брак будет бездетным или дети умрут раньше матери, а также отказался от Арранской долины, которую короли Арагона когда-то уступили графам Бигорра. Брак был заключён 1 июня 1196 года в Массаке, после чего Гастон получил в управление Бигорр и Марсан.
Гастону удалось наладить отношения с гасконскими сеньорами. Ещё когда Гастон был малолетним, виконт Тарта Арно Раймон, женив своего сына на наследнице виконтства Дакс, решил вернуть Даксу земли, завоеванные виконтом Беарна Сантюлем IV. От имени невестки он предъявил на них права и захватил Микс и Остаба, Ортез и ряд соседних владений. Став совершеннолетним, Гастон решил их вернуть. Собрав армию, он в 1194 году захватил Ортез. Но когда виконт Тарта предложил ему почётные условия мира, Гастон их принял, отказавшись от прав на Микс, Остаба и ряд других спорных владений, сохранив за собой Ортез. Так была завершена многолетняя вражда между Беарном и Даксом, длившаяся с середины XI века.
В 1196 году Гастон также заключил мир с виконтом Суля. Позже он оказался вовлечён на стороне королей Арагона в борьбу между ними и графами Тулузы за Прованс, из-за чего не принял участие в Третьем крестовом походе.
В 1208 году был объявлен крестовый поход против катаров. Во владениях Гастона не было представителей этой ереси. Однако после того, как Симон де Монфор захватил владения многих окситанских дворян, вассалов короля Арагона Педро II, тот решил вмешаться. В 1211 году Гастон его поддержал и напал на Симона. Позже в ответ на письмо короля Педро II, требовавшего вернуть захваченные владения его вассалов, Собор в Лаворе высказал в адрес Гастона следующие обвинения:

… он известнейший враг и гонитель церквей и духовных лиц, не говоря про другие многочисленные или, лучше, бесчисленные его преступления и про союзы его против Церкви и крестоносцев с еретиками, их последователями, и защитниками. Он помогал тулузцам в битве под Кастельнодарри, он держал при себе убийцу Петра де Кастельно, легата апостольского престола, он долго держал в своих войсках рутьеров и имеет их ещё по сие время. В прошлом году он привел их с собой в кафедральный собор Олерона, где, порвав шнур, который поддерживает завесу алтаря, он бросил на землю — что ужасно и произнести, — тело Господа нашего Иисуса Христа. Вдобавок, нарушив все клятвы свои, он совершил насилие против клириков. Поэтому-то и по многим другим причинам, о которых мы теперь умолчим, он и повергнут в узы отлучения и анафемы.
Участие в войне имело для Гастона тяжёлые последствия. Он был лишён аквитанского виконтства Брюлуа, захваченного крестоносцами, а папа отлучил его от церкви, объявив его владения лишёнными сеньора. После этого армия Симона де Монфора двинулась в Бигорр, осадив замок Лурд. Однако захватить его не удалось, и крестоносцы отступили.
Только после того, как 12 сентября 1213 года в битве при Мюре погиб Педро II Арагонский, Гастон, который не успел присоединиться к его армии и по этой причине в битве не принимал участие, принёс покаяние папе, и тот в 1214 году снял с него отлучение. Также Гастону было возвращено виконтство Брюллуа. Позже он возместил епископу Олерона ущерб, нанесённый во время войны.
Гастон умер в 1214 году, не оставив детей. Бигорр и Марсан остались во владении его вдовы Петронеллы. А Беарн, Габардан и Брюлуа унаследовал брат Гастона Гильом Раймон I, сеньор Монсады и Кастельвьеля.

## Брак
Жена: с 1 июня 1196 (Массак) Петронелла де Комменж (ум. 1251), графиня Бигорра и виконтесса Марсана с 1194, дочь графа Комменжа Бернара IV де Комменж и графини Бигорра Беатрис III. Детей от этого брака не было.
После смерти Гастона Петронелла выходила замуж ещё 4 раза. 2-й муж: Нуньо Санчес Арагонский (ум. 1241), граф Руссильона и Сердани с 1226 (развод); 3-й муж: с 1216 Ги II де Монфор (ок.1195—1220), граф Бигора и виконт Марсана с 1216; 4-й муж: Аймар де Ранкон (ум. 1224); 5-й муж: с 1228 Бозон де Мата (ум. 1247), сеньор де Коньяк, граф Бигорра и виконт Марсана с 1228